# Ride With the Devil
Ride With the Devil —conocida para su distribución en español como Cabalga con el diablo y Cabalgando con el diablo— es una  película estadounidense dirigida por Ang Lee y estrenada en el año 1999.

## Argumento
EE. UU., 1861. Durante la Guerra Civil, los Bushwhackers, partidarios de la causa sudista, se dedican a luchar a modo de guerrilla. Jack Roedel (Tobey Maguire) y Jack Bull Chiles (Skeet Ulrich), amigos desde la infancia, se unirán a ellos y acabarán convirtiéndose en adiestrados pistoleros y expertos jinetes. Con la llegada del invierno, los Bushwhackers se dispersan y buscan cobijo en un refugio subterráneo. Su estancia se verá iluminada por las visitas de una viuda compasiva, Sue Lee (Jewel). Sin embargo, esta luz no durará mucho. Acabado el invierno, la guerra volverá a irrumpir en sus vidas haciendo trizas al grupo y a los jóvenes, que sufrirán una honda transformación.

## Reparto
| Actor                |                    |
| -------------------- | ------------------ |
| Tobey Maguire        | Jake Roedel        |
| Skeet Ulrich         | Jack Bull Chiles   |
| Jewel                | Sue Lee Shelley    |
| Jeffrey Wright       | Daniel Holt        |
| Simon Baker          | George Clyde       |
| Jonathan Rhys Meyers | Pitt Mackeson      |
| Jim Caviezel         | Black John Ambrose |
| Tom Guiry            | Riley Crawford     |
| Jonathan Brandis     | Cave Wyatt         |
| Mark Ruffalo         | Alf Bowden         |
| Tom Wilkinson        | Orton Brown        |
| Margo Martindale     | Wilma Brown        |
| John Ales            | William Quantrill  |
| Celia Weston         | Sra. Clark         |
| John Judd            | Otto Roedel        |
| Don Shanks           | George             |
| John Durbin          | Skaggs             |
| Zach Grenier         | Sr. Evans          |

## Banda sonora y música
"Ride with the Devil": Música de e inspirada por la película
| Pista | Título                                 | Duración |
| ----- | -------------------------------------- | -------- |
| 1     | "Opening Credits"                      | 3:01     |
| 2     | "Miss McLeod's Reel"                   | 1:41     |
| 3     | "Jayhawkers and Bushwhackers"          | 3:20     |
| 4     | "Clark Farm Shootout"                  | 3:05     |
| 5     | "Fireside Letter"                      | 1:50     |
| 6     | "Sally in the Garden"                  | 1:21     |
| 7     | "Settling in for Winter"               | 0:49     |
| 8     | "Ride to the Evans/Hilltop Letter"     | 2:10     |
| 9     | "Sue Lee/Dinner at the Evans"          | 1:28     |
| 10    | "The Ambush"                           | 2:52     |
| 11    | "George Clyde Clears Out"              | 1:44     |
| 12    | "Jack Bull's Death"                    | 4:45     |
| 13    | "Old King Crow"                        | 2:06     |
| 14    | "Quantrill's Arrival/Ride to Lawrence" | 2:37     |
| 15    | "Sacking Lawrence"                     | 4:05     |
| 16    | "Don't Think You Are a Good Man"       | 2:11     |
| 17    | "Battle and Betrayal"                  | 3:13     |
| 18    | "Freedom"                              | 2:42     |
| 19    | "A Chicken at the End of It"           | 1:36     |
| 20    | "Finale"                               | 3:09     |
| 21    | "What's Simple Is True"                | 3:36     |
|       | Duración total:                        | 53:21    |